# The Embrace and the Eclipse
The Embrace and the Eclipse es el segundo demo de la banda alemana Lacrimas Profundere en 1998.

## Lista de canciones
1. The Embrace And The Eclipse
2. The Unsuitable Suffering
3. All Your Radiance

- Datos: Q6144391